# Макаров Віктор Львович
Віктор Львович Макаров (нар. 1953) — радянський, український та австралійський піаніст, педагог, заслужений діяч мистецтв України
Народився в 1953 році в м. Армавір, з 1956 ріс на Донбасі. Здобув музичну освіту в Харківській спеціальній музичній школі, та в Харківському інституті мистецтв в класі Регіни Горовиць, стажувався в аспірантурі при Ленінградській консерваторії в класі Т. Кравченко.
По закінченні навчання у 1981—1988 роках викладав у Харківському інституті мистецтв, з 1985 очолював фортепіанний відділ в ХССМШ. У 1998 році разом із сім'єю та 5 учнями імігрував в Австралію, де займався викладацькою діяльністю. Серед вихованців В. Макарова — лауреати конкурсів В. Горовиця та В. Крайнєва — Олексій Колтаков, Олексій Ємцов, Олександр Гаврилюк та інші.
В 2004 був звинувачений власними ж учнями (зокрема, О. Гаврилюком) у сексуальних домаганнях і був засуджений до 16 років ув'язнення та позбавлений австралійського громадянства. Перебуваючи за ґратами написав книги «„Уроки А. И. Солженицына“ (повествование заключённого № 380046)», в якій називає усі звинувачення сфальсифікованими та піддає критиці систему австралійського правосуддя, проводячи паралелі з діяльністю радянських каральних органів. Пізніше частина звинувачень з В. Макарова були зняті.